# Gartner Pál
Gartner Pál (Szelepcsény, 1900. augusztus 3. – Budapest, 1975. március 6.) magyar orvos, ideggyógyász, pszichoanalitikus, egyetemi tanár, törvényszéki elmeszakértő, műfordító, Gordon Zsuzsa színésznő apja.

## Élete
Gartner Miksa szatócs és Goldstein Irén (1876–1912) gyermekeként született zsidó családban. Az érettségit megszerezve előbb fogtechnikusként, majd tisztviselőként dolgozott. Egyetemi tanulmányait a Budapesti Tudományegyetemen kezdte, ahonnan diákmozgalmi tevékenységéért kizárták. A pécsi Erzsébet Tudományegyetem orvosi karán 1925-ben szerezte meg oklevelét. 1925–1926-ban a nagykállói Állami Elmegyógyintézetben segédápolóként dolgozott, illetve külön díjazás nélkül orvosi munkát is végzett. 1926–1927-ben a nyíregyházi megyei kórház orvosa volt. 1927–1933-ban a Pesti Izraelita Hitközség Szabolcs Utcai Kórházának elmeosztályára került, ahol az elmeosztály európai hírű főorvosa, Richter Hugó tanítványa lett. 1933-ban felforgató tevékenység miatt – 1918-től tagja volt a Magyarországi Szociáldemokrata Pártnak – elbocsátották. Közreműködött bírósági szakértőként Matuska Szilveszter, – a biatorbágyi merénylet elkövetőjének – perében. 1936–1939-ben a budapesti Schwartzer Intézet főorvosaként, majd kinevezése után igazgatóként működött. 1941 és 1944 között munkaszolgálatos és légióorvos volt. Első feleségét – idősebbek lánya édesanyját – a vészkorszak alatt az Óbudai téglagyárba hurcolták, ahonnan megpróbálta megmenteni, de későn érkezett. 1945–1946-ban az Országos Elmemegfigyelő igazgató-főorvosa volt. 1946-ban a Pázmány Péter Tudományegyetem orvoskara a „Válogatott fejezetek a mélylélektan köréből“ című tárgykörből magántanárrá képesítette. 1946 és 1950 között az Alsóerdősori Korányi Kórház alorvosa, megbízott főorvosa, 1950 és 1970 között osztályvezető főorvosa volt. 1944–1946-ban az Ideiglenes Nemzetgyűlés tagja, 1946–1948-ban az Orvos- és Egészségügyi Szakszervezet alelnöke, az Igazságügyi Orvosi Tanács tagja volt. Szociálpszichológiával, ideg- és elmegyógyászati diagnosztikával foglalkozott. Szirmai Rezső újságíróval együtt könyvet publikált a háborús bűnösökkel folytatott pszichoanalitikus beszélgetésekről, amely először 1946-ban jelent meg Fasiszta lelkek címmel. Az 1930-as években a szociáldemokrata orvoscsoport vezetője volt és megalakulásától tagja a Magyarországi Független Orvosanalitikusok Egyesületének
Szociálpszichológiával, gyakorlati ideg- és elmegyógyászati kutatásokkal foglalkozott. Alapvetően új eredményeket ért el a lelki betegségek pszichoanalitikus és mélypszichológiai gyógyítása terén, különösen értékesek az öngyilkossággal kapcsolatos mélylélektani megfigyelései. Egyik első alkalmazója volt a hipnózisnak és a szuggesztiónak.
A Kozma utcai izraelita temetőben nyugszik (5B-6-12).

## Családja
Első felesége Szöllősi Magdolna (1907–1945) volt, Szöllősi Lipót és Laub Ilona lánya, akit 1928. június 25-én Budapesten vett nőül. 1938-ban elváltak.
Gyermekei
- dr. Váradi Istvánné Gordon Zsuzsa színésznő
- Gábor Tamásné Gartner Katalin

## Főbb művei
- A hipnózis és szuggeszció értelmezése és alkalmazása a modern pszichiátriában (Lélekkutatás, 1929)
- Az orvosanalysis jelentősége és indicatioi (Gyógyászat, 1931)
- Ankét a kitérésekről. Ankétsorozat a zsidóság problémáiról. Kiss Arnolddal, Sass Irénnel. (Budapest, 1931)
- Lelki betegségek keletkezése és gyógyítása (Budapest, 1932)
- Fragmentumok az analytikus az orvosgyakorlatból (Gyógyászat, 1933)
- Ösztön, kultúra, illúziók. Az ember harca a civilizáció rabságában (Budapest, 1934)
- Ösztön-kultúra, illúziók (Wien, 1934)
- Az öngyilkos öntudata (Emberismeret, 1934
- Az öngyilkos (Budapest, 1935)
- Szenvedélyek és kedélybetegségek mélylélektana és gyógyítása (Budapest, 1939)
- Narkophiliás állapotok gyógyítása (Gyógyászat, 1939)
- „Bűn” és büntetés (Budapest, 1939, 2. kiadás: 1940)
- Válságos lelki élmények (Budapest, 1943)
- Fasiszta lelkek. Pszichoanalitikus beszélgetések a háborús főbűnösökkel a börtönben. Szirmai Rezsővel. (Budapest, 1946)
- Lélektan és kórlélektan mélypszichológiai megvilágításban (Budapest, 1949)
- Adatok a morphinismus pathogenesiséhez. Új morphinelvonó kezelés alkalmazása. Ifj. Kelemen Endrével. (Ideggyógyászati Szemle, 1952)
- Alkoholelvonás reflexkondicionálással. Récsey Bélával, Reuter Carmennel. (Orvosi Hetilap, 1955. 36.)
- CO intoxikáció okozta encephalopathia gyógykezelése (Orvosi Hetilap, 1960. 47.)
- Kísérletek feltételes reflex tartósítására (Orvosi Hetilap, 1963. 21.)
- Fasiszta lelkek. Szirmai Rezsővel. Erős Ferenc és Karsai László tanulmányaival. (2. bővített kiadás, Budapest, 1993)

### Fordításai
- Wilhelm Stekel: Üzenet az anyáknak I-III. Ford., az előszót írta. (1–2. kiadás, 1930, Budapest, 1935)
- Wilhelm Stekel: A modern házasság (Budapest, 1931)

## Emlékezete
- Gartner Pál-díj: évente fiatal pszichoanalitikusokat, illetve szociálpszichológusokat jutalmaznak az általa alapított díjjal.